# قلامة
قلامة هي إحدى مدن محافظة إب، بلغ تعداد سكانها 1459 نسمة حسب الإحصاء الذي أجري عام 2004.